# イース・オリジン
『イース・オリジン』 (Ys ORIGIN) とは、日本ファルコムのアクションロールプレイングゲーム (ARPG) 、イースシリーズの第7作目。
※『イースシリーズ』、『イースI』、『イースII』の項も合わせて参照。

## 概要
『イース・オリジン』（イースの根源）のタイトルの通り、『I』・『II』でその謎に迫った「イース王国」の過去に迫る冒険ファンタジー。前作『イース -フェルガナの誓い- (F) 』の様な過去のリメイク作品ではなく、7本目となるオリジナルシナリオとなっている。
『I』・『II』の時代より700年前、イースが天空に上がった時代を舞台としているため、シリーズとしては初めて（外伝は除く）、赤毛の剣士アドル・クリスティン以外が主人公であり、また初めて主人公キャラクターが複数となった。
「全ての運命はその《塔》に紡がれる」をキャッチコピーに2006年12月21日発売。このキャッチコピー通り《塔》だけを舞台として、様々な主人公の物語が進められる事となる。なお舞台となっている《塔》は、『I』に登場する「ダームの塔」と同一の物ではあるが、まだ「ダームの塔」とは命名されておらず、作中では一貫して《塔》とのみ呼ばれている。
初期状態で選択可能な主人公は2人。さらにこの2人のシナリオを両方クリアする事によって3人目の主人公が選択可能となる。3人の主人公にはそれぞれ異なるアクションとストーリーが用意されている。

## ゲームシステム
『VI』から発展させた『F』のシステムを踏襲。クォータービューの3DARPG。
操作はゲームパッド、キーボード、キーボードとマウスの併用に対応しており、それぞれに応じて操作方法が異なるが、本稿ではゲームパッドかキーボードを使用した際の操作を基本として述べる。
基本となる操作は移動、攻撃（決定・話す）、ジャンプ（キャンセル）、スキル、スキルの切り替え。『VI』や『F』と同一、ダッシュに関しては左ダブルクリックか攻撃・スキル割り当てキーの押しっぱなしで可能。オプションで「常にダッシュ」も設定できる。
『VI』・『F』同様に最終戦時においては上限に対しかなりの余裕が設けられてはいるものの(具体的には最高レベルは60だが、ラスボスの適正レベルはLv49～50である)、シリーズ伝統のレベル制限は健在であり、過度のレベル上げは困難となっている。

### 難易度設定
本作では、ゲーム開始時に VERY EASY・EASY・NORMAL・HARD・NIGHTMARE の5種類からゲーム難易度を選択できる。ただし、VERY EASY・NIGHTMARE は機能拡張プログラムの適用が必要となる。

### 画面構成
画面の左下にキャラクターの顔・現在HP / 最大HP・HPバー・MPバー・Expバー・秘薬 & 経験値増加バー・ブーストゲージ・所持SP・装備中の神器、武器、防具、アイテムアイコンが表示される。
ブースト・MPはバーのほかに「100.000%」表記が現在HP/ 最大HPの上にされており、具体的な数値が分かるようになっている。

### ステータス
メイン画面上で主な物が表示される他、キャンプメニューで詳しい情報を見る事が出来る。キャンプメニューで表示される情報は、以下の通りである。
Lv.
レベル。最高値は60。（改造すると99）レベルが上がると、最大HP、STR、DEFの値が上昇する。
HP
ヒットポイント。最高値は999。0になるとゲームオーバー。最大値はレベルアップのほか、アイテム「セルセタの秘薬」を使うことで上昇(難易度により上昇値が異なる)。
STR
攻撃力。レベルアップの他、武器の強化によって上昇。
DEF
防御力。レベルアップの他、防具の装備・強化によって上昇。
Exp
経験値。敵を倒すと取得。一定値に達するとレベルが上昇。
Next
次にレベルが上がるまでに必要な経験値。

### 攻撃・ジャンプ
キャラクター毎に、攻撃のモーション・効果は異なるが、体系・操作方法は共通しており、前作『F』と同一。攻撃は通常攻撃・特殊攻撃・スキルの3種類。ジャンプは『F』同様アイテムの入手によって2段ジャンプが可能となる。全てのモーションは各キャラクターで確立されており、同じ攻撃モーションは無い。
通常攻撃
ユーゴを除き、攻撃操作に方向キーやジャンプを組み合わせる事により、多彩な攻撃が可能となっている。またキーの連打によってユニカは4連撃(紅蓮の大剣は3連撃)、鉤爪の男は5連撃(ブースト中は6連撃)までが可能となっている。
上突き
ジャンプ上昇中に方向キーを入力せず攻撃ボタン。攻撃力が高い。ユニカのみ可能。
下突き
ジャンプ下降中に攻撃ボタン。下突きには敵を一定時間行動不能なスタン状態にする効果がある。二段ジャンプから下月をするとスタン効果を付与する確率が上がる。
なお、ユーゴは通常攻撃が連射可能な光弾による遠距離攻撃となっており、ジャンプと組み合わせて攻撃の高さを変える以外は変化がなく、スタン効果のある攻撃はない。操作感覚はシューティングゲームに近い。
特殊攻撃
操作方法は「方向キー > ニュートラル > 攻撃」で共通。特殊効果として、命中した敵の防御力を下げる場合がある。

#### 主人公ごとの特徴
ユニカ
初期装備は斧で、途中のイベントをこなす事により紅蓮の大剣と使い分けられる様になる。紅蓮の大剣は斧に比較すると攻撃力が高く攻撃範囲も広いが、攻撃速度は遅く、攻撃回数が少なくなる。
ユーゴ
杖とファクトの眼から光弾を放つ遠距離攻撃。移動速度が一番遅い。
鉤爪の男
名前の通り鉤爪を使った攻撃。攻撃速度が速い為攻撃回数が多い。移動速度が一番速い。

### スキル
『F』のリングアーツに相当し、神器及び魔法具と呼ばれるアイテムを獲得すると使えるようになる。MPを消費して発動する特殊攻撃。風・雷・炎の三種類が存在する。それぞれに対応した「宝石」を取得する事によって強化する事が出来るほか、宝石を1つでも入手するとスキルキーの長押しによる溜め攻撃が可能になる。敵にはこれらのスキルに対して耐性が設定されており、大ダメージを与えられたり激減したりする。
スキルを使用するにはMPを消費する必要があり、スキルによって消費量が異なる。
対応する宝石は、風がエメラルド、雷がトパーズ、炎がルビー。それぞれLv.4まで強化できる。
ユニカ
風：旋風のスキル
斧を振り回して風を発生させ、周囲の敵を攻撃する。空中で出すと効果時間中は浮遊する。溜め撃ちでは効果時間が延び、有効範囲が広がる。
雷：金剛のスキル
斧を地面に叩きつけ、真上に雷撃を放つ。脆い壁なら破壊でき、使用中は敵の攻撃を無効化する。溜め撃ちでは効果時間が延び、威力と範囲が上昇。
炎：紅蓮のスキル
剣先から炎の鳥を飛ばす。射程に限界があるものの、連射可能。このスキル選択中は、ユニカの武器が紅蓮の大剣に変化する。溜め撃ちでは効果時間が延び、威力と範囲、射程が上昇。さらに敵を貫通するようになる。壁と挟むことで連続ヒットする。
ユーゴ
風：結界のスキル
風の結界を張り、敵の攻撃を1回だけ無効化する。使用中敵に触れると微弱なダメージを与える。結界展開中はジャンプ時の滞空時間が長くなり、移動速度も上昇する。溜め撃ちでは効果時間が延び、敵の攻撃を2回無効化できる。
雷：爆雷のスキル
「ファクトの眼」を爆雷にして設置し、数秒後爆発させ敵を巻き込む。溜め撃ちでは効果範囲が広くなり、威力は落ちるが多段ヒットする様になる。ファクトの眼が一つもない状態で再使用すると、強制爆破する。
炎：火輪のスキル
「ファクトの眼」に炎を纏わせ、自分の周囲で回転させる。溜め撃ちではそれに加えて射撃攻撃となり、目から直線方向に火炎放射を放つ。この火炎放射は敵を貫通する。
鉤爪の男
風：神速のスキル
風を纏った超高速移動。方向キーと組み合わせれば進行方向に、方向キーがニュートラルな状態であれば近くの敵の直前に移動する。移動中は無敵で、敵を通過するとその敵にダメージを与えられる。溜め撃ちでは移動距離と威力が上昇。
雷：雷爪のスキル
雷を鉤爪に纏わせ、敵の生命力を吸い取る突きを出す。命中するとHPとブーストゲージが回復する。溜め撃ちでは効果範囲と威力が上昇。
炎：劫火のスキル
炎を纏い、回転しながら飛び上がる。使用中は敵の攻撃を無効化。溜め撃ちでは効果時間が伸び、威力と範囲が上昇。

### 回復
基本となるHPの回復方法は女神像（鉤爪の男のみ邪神像）に触れる（瞬時に全回復）と敵が落とす回復アイテムの取得。回復アイテムはその場での効果のみで所持する事は出来ない。この他、『I』同様に塔の外周部であれば立ち止まる事によって徐々にHPが回復し、ACCESSORY「精霊の衣」を装備すれば、塔内部であっても立ち止まることでHPが回復する様になる。またレベルが上がると全回復する。
MPは特に何もしなくても徐々に回復して行く。

### ドロップアイテム
敵を倒すと『霊力の欠片』・『秘薬』・『薬草』・『空気の実』の4種類のアイテムを落とす。これらのアイテムは出現後一定時間を過ぎると消滅する。
霊力の欠片
女神の加護を受けるのに必要なSPポイントが加算される。1・5・10・50・100・500の6種。女神の加護の1つにある『SP所得量増加』を受けていると大きなSPが出やすくなる。後述するアリーナモードではこれを集めることでボーナスショップで特典の開放ができる。
秘薬
赤い「STR上昇」・青い「防御力上昇」・黄色い「MP回復速度上昇」がそれぞれ大小あり計6種。複数取ると一定値まで効果が増幅し効果時間が最大値まで延び、女神の加護の『秘薬効果時間上昇』があればさらに効果時間が延びる。
薬草
HPが回復する。数種類あり、回復量は様々。女神の加護の『薬草回復量増加』があれば回復量が上がる。
空気の実
水中での空気残量を最大値まで回復。落とす敵は限られている。

### コンボボーナス
連続で敵（ボス含む）を攻撃する事により得られる経験値が増加する。コンボボーナスの限界値は連続99ヒットで到達する1.99倍まで。時間が経つごとに攻撃を繋げるまでの制限時間を示すバーが減っていき、0になるまでに攻撃を当てないと元に戻ってしまう。取得経験値ボーナスが多いほどバーの減退速度が早くなる。

### ブースト
『F』の「ブースト」と同様、発動時には攻撃速度・連続攻撃回数・防御力が上昇する。また発動直後は一瞬だが無敵時間が存在する。「ブーストゲージ」は時間経過と共に溜まっていき、敵からダメージを受けても溜まる。ブーストゲージの回復速度はプレイヤーのHPが残り少なくなればなるほど速くなっていく。

#### バースト
ゲーム終盤のイベントをこなすと「ブーストモード」使用中に、もう一度ブースト発動割り当てキーを押すことで強力な攻撃が行える。バースト発動中は敵のあらゆる攻撃を完全に無効化する事が出来るので、緊急回避にも使える。バーストを使用すると残り時間に関係無くその時点でブーストモードは終了する。バーストの攻撃方法は各主人公毎に違いがあり、以下の通りである。
ユニカ
自分の周囲に魔法陣を描き、範囲内に入った者にダメージを与える。
ユーゴ
自分の周囲に結界を張り、触れた者にダメージを与える。範囲が最も狭いが他の2人と違いバースト発動中も自由に動く事が可能。
鉤爪の男
自分の前方に強力なエネルギー波を放つ。発動中にエネルギー波の向きを任意で変更可能。

### 女神の加護
『VI』の『エメル』にあたる強化アイテムである『SPポイント』を消費して女神像から加護を受ける事により、防具の強化や特殊能力の取得を行なえる新システム。SPポイントはドロップアイテムか宝箱から入手出来る。一度受けた加護は永続的に効果が発揮される。防具の強化は装備品毎に1回可能。特殊能力にはレベルが設けられ、複数回受ける事によって効果が強化されるものもある。有効な特殊能力ほど必要SPが多い。
なお、主人公が鉤爪の男の場合は女神像が邪神像に変わるため、効果は同様であるが「女神の加護」ではなく「《魔》の因子の強化」となる。

### 武器の強化
クレリア鉱を入手し、1Fの拠点にいるリコに話しかけると、クレリア鉱を消費する事によって武器のレベルを上げ（最高7）攻撃力を上げる事が出来る。本作ではユニカがスキルに連動して斧と紅蓮の大剣を切り替える以外に武器の装備変更はなく、固定されている。この為キャラ自身のレベル上げ以外の攻撃力の上昇方法は基本的にこの武器の強化のみとなる。ユニカの場合も武器のレベルは斧と大剣で共通となっている。
なお、主人公が鉤爪の男の場合はクレリア鉱を入手した時点で自動的に武器の強化が行なわれる。また、一部の装飾品がステータス強化の効果を持つものに変更されている。

### タイムアタック
作中のボスとの戦闘のみを行なうおまけモード。他のWin用イースシリーズと同様に本編を一度クリアしなければ遊ぶ事は出来ない。機能追加プログラムを当て、ボーナスショップでの解放を行なえばアドルの使用が可能。
それぞれのボスごとに挑戦することも可能だが、ボスが連続でかかってくるボスラッシュもある。また、自分のHPがなくなってもそのボスの最初からコンティニュー可能だが、ボスラッシュの途中から再開する場合はタイムは加算される。

## 機能追加プログラム
2007年4月上旬より、日本ファルコムのメールマガジン購読者限定でCD-ROMを無料配布（ただし送料・手数料は負担）。アリーナモードとボーナスショップが追加され、ボーナスショップでの様々な特典解放が行なえる様になる。なお、「Vista対応版」以降はこの機能追加プログラムが適用された状態で出荷されている。

### アリーナモード
機能追加プログラムによって追加される、広く障害物のないステージで雑魚戦のラッシュを行なうおまけモード。ボスラッシュ同様本編のクリアが条件となる。本モード中に取得したSPは機能追加プログラムによって追加されるボーナスショップで様々な特典を解放するのに利用できる。
開始レベルはステージによって異なるが、3つのスキルとブースト、バースト、二段ジャンプはすべてのステージで使用可能。
難易度及びステージが進行するごとに獲得できるSPの量は増加する。

### ボーナスショップ
アリーナモードで取得し貯めたSPを消費し、様々な特典を解放するモード。最初から解放可能な特典は限られており、解放可能な特典を解放する事によって新たな特典の解放が可能となっていく。
主な特典
- アリーナモードの新ステージの開放
- 本編登場キャラクターのExtraモードの解放
- アドルの解放

### アドルの使用
ボーナスショップの特典の1つで、解放する事によってボスラッシュとアリーナモード限定で前作までの主人公アドルが利用可能となる。「イース -フェルガナの誓い-  Ver.」(Ver.YsF) と「イースVI -ナピシュテムの匣- Ver.」(Ver.YsVI) の2種類あり、原則的には元のゲームのアドルと同じ使用方法となっている。ただし『O』に合わせ、共通のブーストとバーストが追加されている(バーストは前方にビームを発射する。鉤爪の男と似ているが方向軸を変えることができない)。
Ver.YsF
スキルに変わりリングアーツを使用。 『F』の最強装備状態の表示になっている。攻撃方法等の詳細は「イース -フェルガナの誓い- #ゲームシステム」を参照。
Ver.YsVI
スキル切り替えボタンで3本のエメラス剣を装備変更。スキルに変わり剣魔法を使用。剣技も『VI』同様に発動。攻撃方法等の詳細は「イースVI#ゲームシステム」を参照。

### Extraモード
ボーナスショップで開放できる条件の1つ。アドルVer.YsFを開放すると開放可能になる。各主人公が強化される。なお、本編、タイムアタック、アリーナのいずれのモードでも使用できる。なお、タイムアタックとアリーナの記録は、通常モードとExtraモードでは別に保存される。
ユニカExtra
風のスキルと雷のスキルの攻撃範囲が広くなる。
ユーゴExtra
通常モードでは風以外のスキル発動中はファクトの眼がスキルに使われるため魔法弾が発射されないが、Extraになるとスキル発動中でもファクトの眼から魔法弾が発射される。魔法弾の速度も上昇するほか、選択中のスキルによってファクトの眼のフォーメーションも変わる。
鉤爪の男Extra
3つのスキルの当たり判定が大きくなる。

### Nightmareモード
3人の主人公でクリアすることで解放される最高難易度。機能追加プログラムの適用が必要。また、別途Very Easyモードも追加される。
単純に敵のステータスが強力になる他、攻撃パターンが変更され連続攻撃などさらに激しく攻撃してくるようになる。
このモード開放以降は、初期SPに周回数×定数だけ加算されるが、Nightmareは加算ポイントが1/100になってしまう。さらに、獲得SPは一律1固定となり、すさまじい根気か倹約が必要となる。
全難易度を全キャラでクリアすると、ボーナスショップに最後の隠し要素が解禁される（15周）。なお、PS4及びVita版では、ボーナスショップ買い占めのトロフィーがある。

## 主な登場人物

### 主人公
ユニカ=トバ
主人公の1人で神官トバの家系。神官の家系に生まれながら魔法が使えず、神殿騎士団の団長を務める父親譲りの怪力を生かし、騎士となった少女。その華奢な体と細腕からは想像できないが、斧を片手で軽々と振り回す程の怪力の持ち主。
純粋で明るく優しい性格で騎士団の誰からも好かれている。騎士に志願した理由が「フィーナ様とレア様が大好きだから」という物で、騎士団長のガレオンと同僚のロイを呆れさせていた。だが女神であるフィーナとレアに対して一線を引いた応対をする者が多い中で、彼女は「ありのままの自分」をフィーナとレアにぶつけている数少ない者の1人である。フィーナとレアも彼女の事を「大切な妹」とまで言い切っており、3人の絆がかなり深い事が分かる。
『I』で登場するサラ、ジェバ、ゴーバンの先祖に当たる。
ユーゴ=ファクト
主人公の1人。六神官の1人であるカイン=ファクトの息子であり後継者。「若き魔導の天才」と名高く、扱いが難しいとされる魔法具「ファクトの眼」を自在に操る。
普段は冷静ながらも尊大な性格で、要らぬ発言で周囲の怒りを買う事もある。だが根は心優しい性格であり、ユーゴ編を進める内に彼の本当の姿、そして何故こんな性格になったのかが少しずつ明らかになる。
鉤爪の男編では2回中ボスとして登場する。
自身の内面に触れる話を、塔に入ってからの腐れ縁ともいえる敵のエポナにされたときは素直に聞き、幼馴染のミュシャにされたときは激昂するなど、気を許しているのはエポナの様子。トールルートのエンディングでは、エポナの気持ちを知らされて慌てる様子を見せている。
『I』で登場するダルク=ファクトの先祖に当たる。
鉤爪の男／トール=ファクト
ユニカとユーゴのシナリオをクリアすることによってプレイ可能となる第三の主人公。ゲーム序盤では女神捜索隊と敵対するものの(そのため、ユニカ編やユーゴ編では味方だったキャラがボスとして戦う相手になるシーンもある)、ゲームを進める内にその正体と共に、何故そのような行動をするのか明らかになっていく。
その正体は本作における真の主人公であるトール=ファクト。彼のシナリオのみ一連の事件の真相にたどり着け本作における真の最終ボスと戦う事になる。後のシリーズにもつながる、トゥルールートと言える。また、これに当たって銀のハーモニカ・シルバーソード・イースの書の出所が判明する。ロダの樹の根元にシルバーソードを置いておくようにしたのも彼である。
サルモン神殿騎士団の副長を務めていた男。神官ファクトを継ぐ者とされていたが、魔導師の実力がある弟ユーゴにその座を譲り、自分は騎士となった。神殿が天空に浮上するときに、ユニカの父、サウルとともに地上に残り、魔物と戦って時間稼ぎをしていた。サウルは殺されたが、自分は殺されずに〈闇〉の首領、ダレスによって「魔の因子」を植え付けられた。これによって髪が金色から銀色に変色。鉤爪を武器として戦うようになる。
すべてが終わった後は魔の因子が消滅したことで金髪に戻る。その後、ユーゴが地上に残る選択をしたためにファクト家の後継者として神殿に戻ることを選択した。
ユーゴ編では2回中ボスとして登場。うち1回目はイベントであり、勝利可能だが敗北してもストーリーがそのまま進む。
『II』で登場するキース=ファクトとその妹マール=ファクトの先祖である。

### 女神
イースを治める双子の女神。秘宝である『黒真珠』を用いサルモン神殿を浮上させたが、六神官にも黙ったままサルモン神殿から姿を消す。彼女達の捜索を始める所から本作の物語は始まる。『I』および『II』にも登場する。
レア
双子の女神の1柱であり姉神。秩序を司る。
実はトールとは想い合っているのだが、立場的なものやトールの不器用で頑固な性格から進展する気配はない。
重要アイテムの銀のハーモニカは、トールからの贈り物。ただし、あくまで楽器として贈ったのであって、彼はそのハーモニカの持つ力までは把握していなかった。
フィーナ
双子の女神の1柱であり妹神。自由を司る。
二人の気持ちを察し、一緒にいさせようとしたり先に自分がトールと再会してしまったときは申し訳なさそうにしていたりしている。

### 神殿騎士団
ガレオン
神殿騎士団の副団長を勤めている勇猛果敢な男性騎士。常に前線に立って指揮することから他の神殿騎士からの信望は厚い。
鉤爪の男編ではある事情から、中ボスとして登場する。
セシリア
副団長補佐を勤めている女性騎士。融通の聞かない頑固な性格だが、正反対の性格のラモナとは親友同士。剣の腕が立ち、さらに魔法攻撃も使いこなす。女神への忠誠心は人一倍厚く、フィーナとレアへの暴言を吐いたユーゴに対して激怒してガレオンに止められる一面も見せる。
ラモナ
軽装で細剣を扱う女性騎士。姉御肌でロイやユニカの面倒を見ている。セシリアとは親友同士。
ロイ
ユニカの幼馴染で兄代わりの男性騎士。騎士としては新米ながらも剣の才能と判断力を持ち合わせ、女神捜索隊に抜擢された。ユニカを心配して厳しい言葉をかけることも多いが、お節介と反発されている。
ユニカルートの場合、彼女を助けるために命を懸け、死亡してしまう。それ以外は生存し、ユニカとともに地上に残る。
サウル=トバ
ユニカの父親であり神殿騎士団の団長。サルモン神殿が浮上する際にトールとともに地上に残り、敵陣に乗り込み攪乱する事により浮上の儀式の為の時間を稼ぎ出した。相当な実力者ではあるが、多くの魔物を屠り、疲弊した状態でキシュガルと死合い、絶命する。
しかし、塔の中腹にはサウルの愛用の剣、紅蓮の大剣があり、その場所にて霊として登場。3人の主人公にそれぞれ違った助言をする。

### 魔道師部隊
カデナ
魔道師隊のリーダーで、豊富な魔道の知識を持つ女性魔道師。ユーゴ・ミュシャ・リコの先輩で、神殿騎士団のガレオンやトールとは仲の良い友人である。
ミュシャ
治癒魔法を得意とするユーゴの幼馴染の女性魔道師。捜索隊に参加した理由は治癒魔法が得意だからでは有るが、それとは別にユーゴに恋心を抱いているため参加を志願した。ただしユーゴは彼女の恋心に全く気が付いていない（むしろ一緒にいる時間が長いだけとさえもとれる）。その為、ユーゴに優しくされる女性がいると複雑そうなリアクションを見せる。
ユニカ編およびユーゴ編の中盤では魔物に襲われているところを助けるイベントが発生する。
リコ=ジェンマ
六神官の1人、神官ジェンマの孫でありユーゴとは幼馴染の男性魔道師。ジェンマ家特有の練成魔法を得意とし、捜索隊の武器を強化している。
「クレリア鉱」を持参することで、ユニカやユーゴの武器を強化してくれる。トールルートでは、折れてしまった彼のシルバーソードを修復した。
『I』で登場するルタ=ジェンマの先祖にあたる。
マニュアル掲載のおまけ漫画や、メルマガ会員向け壁紙では、腹黒い一面を見せている。

### 神殿祭司
シオン
サルモン神殿の祭司長を勤める若き男性祭司。捜索隊の責任者を任じられ、隊の指揮をこなす。温厚な表情と性格からは想像がつかないが六神官に次ぐ実力を持つと言われている。
鉤爪の男編ではある事情から中ボスとして登場。前述の実力を目のあたりにすることとなる。
エオリア
サルモン神殿の祭司の一人で、落ち着いた雰囲気を持つ優しい女性祭司。シオンの下で捜索隊の連絡等支援を行っている。序盤、ユニカとユーゴに連絡用のアイテム、リラの貝殻を託す。使用すると助言をくれる。
ディーノ
サルモン神殿の祭司の一人で、優しい感じの男性祭司。散り散りになった捜索隊を集めるため《塔》周辺を奔走する。

### 闇の一族
ダレス
常に微笑をたたえ、黒のローブを纏う男性魔道師。強大な魔力を持ち、高度な魔法を扱う。『II』にも登場するが、本作の段階では撃破によって消滅している。魔王ダームが殺害後に下僕とするというような発言をしているため、その流れで復活したと思われる。
ザバ
妖艶な女性魔道師。気に入らないものを徹底的に甚振る残忍な性格。ダレスに忠誠を誓っている。また、折角使役した魔物を吸収するため、トールを嫌っている。『II』にも登場するが、ダレス同様本作時点では消滅。
ちなみに「年増」と「痛い女」は禁句らしく、劇中では「年増」はユーゴルートのボス戦前のイベントでユーゴに「年増は趣味ではない」と言われ、「痛い女」はトールルートでのボス戦後のイベントにてガレオンとともに助太刀に来たカデナに「何だか痛そうな女とやり合ってるってるじゃない。」と言われどちらとも逆上する。
キシュガル
ハルバートを得物として扱う強靭な男性戦士。真の戦いに喜びを見出し、死闘を何よりも望む狂戦士で、魔道師との戦いには全く興味を示さない。魔物との戦いで疲弊したサウル=トバと死合い、討ち取っているものの、実は一度負けている。
後述のイースを襲った魔物を除くと、数少ない3人の主人公全員と戦う人物。うちユニカとは2回戦うが、1回目は絶対に勝つことができない。
ユニカルートでは「魔王の座」におり、魔人化して襲い掛かってくる。敗北後は己の人生に満足して消滅した。トールルートでは他ルートでエポナがいた場所にいる。魔の根源の力が増したことにより不死と化すが、騎士団によって破られた模様。
エポナ
三叉槍を自在に操る女性戦士。キシュガルの妹。ダレスの命に従い容赦なく捜索隊の行く手を阻みはするものの、闇と言う言葉には似つかわしくない素直な性格をしている。
気に食わない口をきいてきたユーゴに執着する内、彼の様々な側面を目の当たりにしたことで興味を抱く。次第にそれは恋心になっていったようだが、戦いに明け暮れていたためか自覚がなく、なぜ気にかけるのかよくわかっていない。トールはその感情を察しており、温かい目で見ていた。
ユーゴルートでは彼を助けるためにダレスに楯突く真似をしたために石化後にすぐに砂になる呪いを受け、ユーゴに看取られる形で死亡。トールルートでは魔に堕ちたユーゴを説得しようとして殺されかけるが、トールの介入で事なきを得る。その後はユーゴらによって介抱され、無事生存。闇の一族に真相を報告しに故郷に戻るも、ユーゴの所に戻ってくるつもりであることが語られている。

### その他
カイン=ファクト
六神官の1人で、トールとユーゴの父。ユーゴを女神の捜索のため地上に派遣するが、ユーゴにはもう1つ別のことを命令していた。
実は本作における真の最終ボス。闇の一族を裏から操り一連の事件を引き起こし、黒真珠と合体して魔王ダームとなりトールに襲い掛かってくる。止めを刺される前に女神によって黒真珠ごと封印されたが、いずれ復活する事を宣言していた。
後にIIにおいて復活するが、アドルによって黒真珠ごと完全に消滅させられる。
父親としての愛情は皆無で二人の息子達を単なる実験台程度にしかみなしていなかった。
ユーゴルートで開始したとき、ロダの樹が「50年前にファクト家の人間を見た」と語っており、サウルは殺されたのにトールは捕縛されていたり、トールが魔に堕ちたことを知っていたりなど、状況からかなり彼が怪しいことがうかがえる。
ザレム
エステリア島に存在する職人。クレリアであらゆる物を作り、女神や神官たちとも交流を持っている。『I』で登場した銀のハーモニカを製造した人物。名前のみ登場。
イースを襲った巨大な魔物
『I』『II』に登場するボスたち(一部除く)の総称。半数ほどは各領域の最後にいる。『I』『II』とはまた異なった攻撃方法をしてくる者が多い。
《召喚獣魔》ヴァジュリオン
エボナによって召喚される魔獣。
原典と同じく小コウモリ「ヴァジュリー」に分化して撹乱し、隙を見て合体して近接状態なら巨腕で叩き伏せたり、中・遠距離なら拡散火炎攻撃を行い。時によっては二体に分化して攻撃を行う。
《豪腕の狂騒獣》ベラガンダー
蒼哭の領域、獣魔と呼ばれる守護者。
甲殻類のような下半身と、甲殻に覆われた豪腕を持つ上半身とに分かれている。上半身からは豪腕による打撃や炎のレーザーを放ち、下半身からは毒の泡や足を滑らせる液体をまき散らす蟲を放つ。
《人喰い無限足》ニグテイルガー
水獄の領域、蟲魔と呼ばれる守護者。
ムカデの化け物で、背中や口から電撃を放つ他、破壊された部分からは爆発する球体を放つ。
《戒めの頭蓋》ゲラルディ
咎火の領域、怪魔と呼ばれる守護者。
下半身は溶岩に浸かっており、状態は不明。歯車のようなパーツがついた両腕を振るい、両腕が使えなくなると噛みついて攻撃してくる。
《召喚醜魔》ジェノクレス
ラドの塔入口にて待ち構えていたザバによって召喚されたローブを身に着けた昆虫のような姿をした使い魔。
複数の「ノーマス」召喚後巧みに操りながら瞬間移動で撹乱しつつ火炎攻撃や雷撃を繰り出す。
《飢えたる奇岩》コンスクラード
黙砂の領域、剛魔と呼ばれる守護者。
岩と植物の融合体のような姿をしており、砂や虫などを操って攻撃してくる。また、花状のモンスターも同時に出現し、コンスクラードを回復してしまう。
《残虐なる鎌》ピクティモス
瘴血の領域、斬魔と呼ばれる守護者。
カマキリの化け物。その鎌から丸鋸のようなエネルギーを飛ばして攻撃してくる他、背中から子機を射出して空中からビームを放ったり岩盤を突き出させたりが可能。「クリオロス」という魔物を体内から生み出せる他、緊急時には別の用途に使うことができる。
《無慈悲なる三重奏》ザバ／ヨグレクス＆オムルガン
魔核の領域、双魔と呼ばれる守護者にして召喚主であるザバ曰く「最強の使い魔」。召喚主であるザバも一緒に戦うため、三重奏となっている。
氷を操る青い顔と火を操る赤い顔の2体。どちらがヨグレクスかは作中では不明。レーザーを放つ、吸い寄せてこちらの動きを制限する、爆裂弾を放つ、フィールド全体をダメージゾーン化する、など非常に多彩。
尚、ザバの人物像は#闇の一族の項のザバを参照。
《至境の暗黒魔道》ダレス
ユニカルート＆ユーゴルートでの最終ボス、トールルートではダーム戦前の前座ボス。
塔の最上階にてプレイヤーを待ち構えており、自ら巨大化して子機を伴いながら魔術を駆使して戦う。
尚、ダレスの人物像は#闇の一族の項のダレスを参照。
《天理の超越》魔王ダーム
正式名称カイン＝ダーム。『II』のラストボス。トールルートの終盤で誕生の瞬間を見届けることとなる。
尚、カインの人物像はカイン=ファクトの項目を参照。